# Pissonotus frontalis
Pissonotus frontalis är en insektsart som först beskrevs av Crawford 1914.  Pissonotus frontalis ingår i släktet Pissonotus och familjen sporrstritar. Inga underarter finns listade i Catalogue of Life.